# Waving
Waving este un stil de dans alcătuit dintr-o serie de mișcări, care dau impresia că o undă traversează corpul dansatorului.
Se crede că stilul waving a evoluat din popping și din dansurile funk, iar de obicei acesta este combinat cu stilul popping și alte stiluri asemănătoare. Acum, totuși, sunt mulți practicanți care dansează waving fără a implica și popping, de exemplu David Elsewhere. Stilul waving este de asemenea combinat cu dansul liquid, mai ales când acesta este practicat de comunitățile electronica.